# La viuda negra (pel·lícula de 2025)
La viuda negra és una pel·lícula de crim, thriller i drama de 2025, dirigida per Carles Sedes i escrita per Ramón Campos, Gema R. Neira, Jon de la Cuesta, David Orea i Javier Chacártegui. És protagonitzada per Ivana Baquero, Tristán Ulloa i Carmen Machi. S'estrenà a Netflix el 30 de maig de 2025. Està basada en el crim de Patraix.

## Sinopsi
A l'agost de 2017, un home apareix mort a València amb set ganivetades. La investigació de la Guàrdia civil apunta a un crim passional i a la jove vídua, Maje (Ivana Baquero), com a principal sospitosa.

## Repartiment
- Ivana Baquero com a María Jesús Moreno "Maje"
- Tristán Ulloa com a Salvador Rodrigo
- Carmen Machi com a Eva
- Joel Sánchez com a Daniel
- Álex Gadea com a Antonio
- Pablo Molinero
- Pepe Ocio
- Ramón Ródenas
- Amparo Fernández
- Miquel Mars[2]